# Локоть (единица длины)

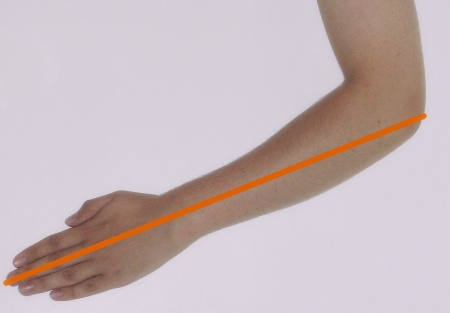
Локоть

Локоть — единица измерения длины, не имеющая определённого значения и примерно соответствующая расстоянию от локтевого сустава до конца вытянутого среднего пальца руки. 
Локоть равнялся половине английского ярда.

## Локоть в мире

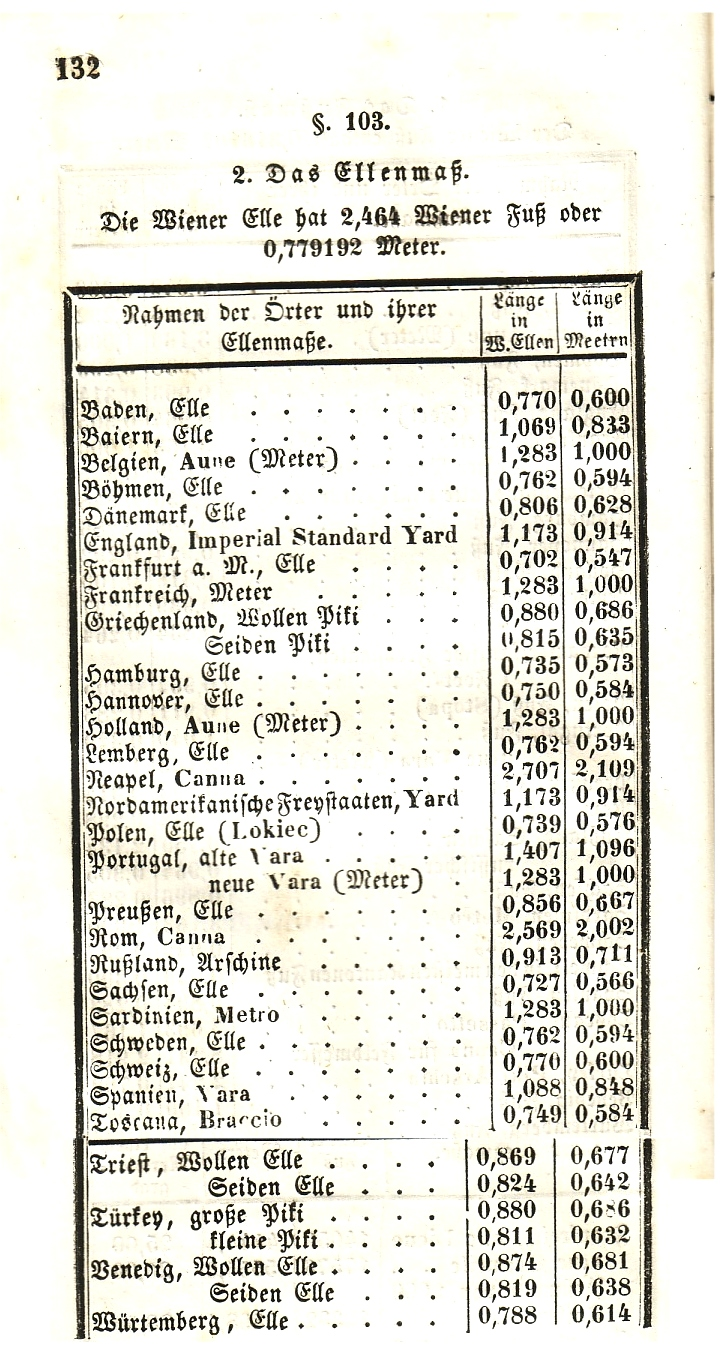
Длины локтей по странам, табл. 1848 г.

### Меры древности
Как мера длины локоть известен у многих народов мира:
- у египтян "простой локоть" равнялся 6 ладоням или примерно 45 см,
- у греков — 46,3 см,
- у римлян — 44,4 см,
- древневосточный — около 45 см,
- персидский (царский) — около 53,3 см,
- пигон (= 20 пальцев) — ок. 38,5 см,
- самосский локоть (= 28 пальцев) — 51,8 см.

Египетский «царский локоть» был равен 7 ладоням или примерно 52,5 см (от 52,1 до 52,9 см). Согласно последним исследованиям, появился во времена правления фараона Снофру (IV династия).
Известен также локоть царя Лагаша Гудеа (Шумер, XXII век до н. э.), равный 49,5 см.
Древние евреи в эпоху Второго Храма пользовались двумя вариантами этой меры — 40 и 48 см.

### В Африке и Азии
Использовался локоть и в африканских, и азиатских странах:
- локоть в Марокко — 51,7 см и 53,3,
- в Тунисе — 47,3,
- в Калькутте — 44,7,
- в Шри-Ланке — до 47 см.

### В Европе
В Европе начала XIX века в разных землях использовались локти разной длины. Согласно «Физике» 1831 г. издания:
| Мера локтей в миллиметрах | Мера локтей в миллиметрах | Мера локтей в миллиметрах |
| ------------------------- | ------------------------- | ------------------------- |
|                           |                           | Миллиметр                 |
| Венский                   | локоть содержит           | 779,9224                  |
| Пражский                  | …                         | 593,9600                  |
| Моравский                 | …                         | 740,6683                  |
| Силезский                 | …                         | 579,0104                  |
| Триестский                | для шерсти …              | 676,7489                  |
| Триестский                | для шелка …               | 642,1444                  |
| Тирольский                | …                         | 804,1356                  |
| Венецианский              | …                         | 636,8207                  |
| Амстердамский             | …                         | 690,2838                  |
| Аугсбургский              | большой …                 | 609,5250                  |
| Аугсбургский              | малый …                   | 592,3808                  |
| Берлинский                | …                         | 666,8231                  |
| Брюссельский              | большой …                 | 694,3443                  |
| Брюссельский              | малый …                   | 684,4188                  |
| Кёльнский                 | большой …                 | 649,7955                  |
| Кёльнский                 | малый …                   | 574,1087                  |
| Дрезденский               | …                         | 566,2132                  |
| Франкфуртский             | …                         | 539,5945                  |
| Лейпцигский               | …                         | 565,3110                  |
| Нюрнбергский              | …                         | 669,6040                  |
| Шведский                  | …                         | 593,7344                  |

#### В Дании, Швеции и Финляндии
Ален, альн (дат. alen; швед. aln) — линейная мера в Дании, Швеции и Финляндии:
- датский локоть равнялся 0,62771 (0,62[6]) метра или 0,8826 рус. аршина, и делился на 2 фута (fad) в 12 дюймов (tommer) по 12 линий;
- локоть в Швеции равнялся 0,59380 (0,59[6]) метра и Финляндии равнялся 0,59380 м или 0,8349 русск. аршина, и делился на 4 четверти (qvart) по 6 дюймов (werktum) или по 5 десятичных дюймов (decimaltum).

## Локоть в России

Соотношение единиц длины с пропорциями тела человека.

Локоть — старорусская единица измерения, в России упоминается в литературных памятниках с XI века.
Локоть имел несколько значений — неполный локоть, двухладонный локоть, большой локоть. Большой локоть (почти в два раза больше локтя), равный длине руки от плеча, вытеснил первоначальный обычный локоть. И в этом случае название измерителя (части тела) стало обозначением меры. Современное значение термина «локоть» — локтевой изгиб, сустав — прослеживается в письменных источниках только с середины XV века.
Локоть употреблялся в качестве официальной торговой меры и народно-бытовой. Хорошо известна официальная новгородская мера — иванский локоть. Фрагмент натуральной меры был найден в Великом Новгороде во время археологических работ в 1955 году. Это был стержень из можжевельника с круглым сечением и ровно обрезанными концами. Характерно, что его поверхность была заполирована до блеска в результате долгого употребления. Длина стержня 54,7 см, дата — рубеж XI—XII вв. Фрагмент «Иванского локтя» обнаружен в 1948 году при археологических раскопках на Ярославовом Дворище в том же Новгороде. На нём была даже вырезана надпись: «сватогоиванос». Длина фрагмента 15 см (локоть был сломан ещё в древности), дата по палеографическим признакам — XIV век.
Подтверждением метрологического значения находки 1955 года являются измерительные линейки (фрагменты) из раскопок в Старой Ладоге в слоях XIII—XIV вв., имевшие деления, равные 3,4 см. Деление 54,7 на 3,4 дает 16 (остатком 0,3 см в данном случае вполне можно пренебречь), что совпадает с числом вершков в позднем аршине.
Локоть в 54 см был равен трём пядям по 18 см. Небольшие отклонения от средних размеров меры вполне естественны; принимая во внимание безусловную приблизительность ранних единиц измерений, их можно не учитывать. С другой стороны, этот локоть содержит ровно две «пяди с кувырком», равные 27 см.
Указание на локоть как меру длины в Древнерусском государстве имеется ещё в «Русской правде». Например, ст. 91 Троицкого списка указывает, что мостник (лицо, занимающееся постройкой мостов) получает плату за свою работу от 10 локтей, то есть оплата производилась сдельно, в зависимости от длины моста, которая измерялась локтями.
Согласно «Торговой книге» XVI века устанавливалось соотношение 3 локтя = 2 аршина, то есть 1 локоть = 10⅔ вершка или ок. 47,4 см.
С XVI века локоть постепенно вытесняется аршином. В частности, в учебнике Франца Можника (Franz Mozhnik) 1848 г. изд. нем. Elle и пол. Łokieć поставлен в соответствие русский аршин.